# لیندنگن
لیندنگن (به سوئدی: Lindängen) یک منطقهٔ مسکونی در سوئد است که در Malmö Municipality واقع شده‌است. لیندنگن ۶٬۸۷۴ نفر جمعیت دارد.